# Ivna Žic
Ivna Žic (* 1986 in Zagreb, Sozialistische Föderative Republik Jugoslawien) ist eine kroatisch-schweizerische Schriftstellerin und Theaterregisseurin.

## Leben

### Ausbildung und Theaterarbeiten
Ivna Žic wuchs als Tochter kroatischer Exilanten in Basel und Zürich auf. Nach einem Studium der Angewandten Theaterwissenschaft an der Universität Gießen studierte sie von 2008 bis 2011 Regie an der Theaterakademie Hamburg. Während dieser Zeit entstanden erste Regiearbeiten, u. a. Fatzern (nach den Fatzer-Fragmenten von Bertolt Brecht) und Woyzeck (nach Georg Büchner). 2009 beschäftigte sie sich für ein Projekt in den Zeisehallen Hamburg erstmals mit dem Massaker von Bleiburg, einem Thema, das auch in mehreren anderen Arbeiten der Autorin eine wichtige Rolle spielt. Ihr Studium schloss sie mit einer Dramatisierung und Inszenierung von Ivana Sajkos Roman Rio Bar im Kampnagel-Theater ab.
Parallel zu ihrem Regiestudium war Ivna Žic Teilnehmerin am Autorenförderprojekt Dramenprozessor in Zürich. Das in diesem Rahmen entstandene erste Theaterstück von ihr, Abkommen, wurde 2009 am Zürcher Theater an der Winkelwiese uraufgeführt. Im selben Jahr wurde sie zum World Interplay Festival nach Australien eingeladen. Von 2011 an studierte sie Szenisches Schreiben in Graz.
Mit ihrem Stück Leben wollen. Zusammen (späterer Titel: Die Vorläufigen), einer Auseinandersetzung mit der Isolation moderner Menschen in Mietwohnungen, gewann Ivna Žic 2011 den Jury-Hauptpreis des 1. Autorenwettbewerbs der Theater St. Gallen und Konstanz. Mit dem Preis einher ging die Uraufführung des Stückes am Theater Konstanz, wo sie in der Saison 2011/12 außerdem als Hausautorin tätig war. In der Spielzeit 2012/13 arbeitete sie in derselben Funktion am Luzerner Theater. Ihre Texte und Inszenierungen kreisten allmählich immer mehr um Fragen der Biografie(n), Identität(en) und Zugehörigkeit(en), mit einem besonderen Gespür für die Lücken und Risse, die diese Fragen eröffnen.
2013 war Ivna Žic Stipendiatin des Literarischen Colloquium Berlin und des Kantons Zürich. Im Sommersemester 2013 nahm sie eine künstlerische Gastdozentur an der Goethe-Universität Frankfurt am Main (Institut für Theater-, Film- und Medienwissenschaften) wahr. Ihr 2017 in Wien uraufgeführtes Stück Blei nähert sich in der Form des dokumentarischen Theaters der Geschichte ihres kroatischen Großvaters an, der als 19-Jähriger vor den Partisanen der Jugoslawischen Volksarmee bis nach Bleiburg in Kärnten floh. Die zwanghafte Rückführung nach Jugoslawien auf einem Todesmarsch, dem viele Soldaten und Zivilisten zum Opfer fielen, überlebte er. Die Produktion illustrierte nach Auffassung der Theaterkritikerin Barbara Petsch „das Zerbrechen jeder Ordnung und Vernunft plastisch“ und zeigte, dass die „so oft hell erleuchtete, bestens dokumentierte Historie letztlich rätselhaft“ bleibe.
Für ein Projekt an den Münchner Kammerspielen setzte sich Ivna Žic 2022 gemeinsam mit den Dramatikerinnen Sivan Ben Yishai und Gerhild Steinbuch mit dem klassischen Emanzipations-Drama Nora oder Ein Puppenheim von Henrik Ibsen auseinander und schrieb zusätzliche Texte, die die Kinder der Protagonistin Nora in den Mittelpunkt rücken. Die Inszenierung wurde 2023 zum Berliner Theatertreffen eingeladen.
Als freie Theaterregisseurin arbeitete Žic u. a. für das Schauspielhaus Wien, das Schauspiel Essen, das Theater Bielefeld, das Theater am Neumarkt (Zürich) und das Maxim-Gorki-Theater in Berlin.

### Prosa
2019 erschien bei Matthes & Seitz Ivna Žics erster Roman Die Nachkommende, der ihr eine Nominierung sowohl für den Schweizer Buchpreis als auch für den Österreichischen Buchpreis und den Rauriser Literaturpreis einbrachte. Erzählt wird die Zugreise einer jungen Frau von Paris nach Kroatien. Die „grüßenden Großahnen“ der Frau, nicht zuletzt ihr längst verstorbener Großvater, setzen sich zu ihr ins Abteil, beginnen mit ihr zu kommunizieren und wandern anschließend mit ihr durch Zagreb. Im Spannungsfeld von geografischen und sprachlichen Verschiebungen wird eine Familiengeschichte der Aufbrüche und des Auswanderns erzählt. Der Kritiker Fabian May urteilte: „Die bedrückte Atmosphäre der kriegerischen 1990er-Jahre aus Sicht eines Kinds, der Streit zweier Pässe, welcher besser ist – die Theaterautorin Žic beweist in ihrem ersten Roman ein hervorragendes Gespür für aussagekräftige Szenen. […]  Sie wirft Fragen auf, ist aber zu schlau, Antworten zu geben. Eine schillernde, vielstimmige Lektüre, obwohl wir von Anfang bis Ende nur die Gedanken einer einzigen Person lesen.“ Paul Jandl lobte: „Dieser Roman ist ein grosses Kunststück im Kleinen.“ 2020 wurde Ivna Žic für Die Nachkommende der Anna Seghers-Preis zuerkannt.
Auch ihr zweites Prosabuch, Wahrscheinliche Herkünfte (2023), befasst sich in der Form autofiktionaler Reflexion erneut mit dem Massaker von Bleiburg. In „kluger, vorsichtiger und präziser Prosa“ werde hier aus der Perspektive einer Nachgeborenen von einem in Europa kaum bekannten Großverbrechen berichtet, schrieb Michael Martens in der Frankfurter Allgemeinen Zeitung.

## Werk
Theatertexte:
- Abkommen (2009)
- Die Vorläufigen (2011)
- Als meine Mutter eine Tochter war (2012)
- Blei (2017)
- Noras Kinder (2022)

Prosa:
- Die Nachkommende. Roman, Matthes & Seitz, Berlin 2019, ISBN 978-3-95757-769-6.
- Wahrscheinliche Herkünfte. Matthes & Seitz, Berlin 2023, ISBN 978-3-7518-0917-7.

## Auszeichnungen (Auswahl)
- 2011 Hauptpreis der Jury des 1. Autorenwettbewerbs der Theater St. Gallen und Konstanz (für Die Vorläufigen)
- 2011 Zweiter Platz und Publikumspreis bei der Langen Nacht der Neuen Dramatik an den Münchner Kammerspielen (für Die Vorläufigen)
- 2015 DramatikerInnenstipendium des Bundeskanzleramts
- 2020 Anna Seghers-Preis (für Die Nachkommende)[10]
- 2022 Conrad-Ferdinand-Meyer-Preis für Die Nachkommende
- 2024 Schweizer Literaturpreis für Wahrscheinliche Herkünfte